# Quinto Gavio Próculo
 Quinto Gavio Fulvio Próculo (en latín, Quintus Gavius Fulvius Proculus) fue un caballero romano natural de la región itálica de Campania, que desarrolló su carrera político-militar en el siglo II.

## Orígenes ycarrera pública
Gavius Fulvius Proculus nació en el Municipium Caiatia (Caiazzo, Italia) en la Regio I Latium et Campania de Italia hacia el año 125, dentro de los Gavii, una familia de notables perteneciente al ordo Decurionis del municipio, siendo el primero de la familia que alcanzó el Ordo Equester. Esta familia, incluido Gavio Fulvio Próculo, como todos los naturales del municipio, estaba adscrita a la tribu Falerna.
Su cursus honorum empezó sirviendo en el ejército romano como Praefectus cohortis de la Cohors III Thracum civium Romanorum equitata bis torquata, una unidad de auxilia del ejército romano de guarnición en la provincia Raetia con unos 20 años de edad, hacia el año 148.
Después, fue enviado como Tribunus Cohortis a la Cohor XV Voluntariorum civium Romanorum en su base de Laurum (Woerden, Países Bajos), en la provincia Germania Inferior entre 151 y 153. unidad que dirigía el 5 de septiembre de 152, tal y como indican dos diplomas.
Unos años más tarde, hacia 155, fue enviado como Tribunus Militum a la Legio VIII Augusta en su campamento de Argentoratum (Estrasburgo, Francia) en la provincia Germania Superior, retirándose a su municipio de origen al terminar su tertia militia. Allí, se dedicó al evergetismo y la munificencia públicas, lo que le valió el reconocimiento público del pueblo, los decuriones y los Seviros Augustales de la localidad.

## Descendencia
Su hijo Quintus Gavius Fulvius Tranquillus consiguió ingresar en el Senado, con lo que la familia de los Gavii alcanzó el máximo rango en la sociedad romana. 